# Марушичі (Омиш)
Марушичі (хорв. Marušići) — населений пункт у Хорватії, у Сплітсько-Далматинській жупанії у складі міста Омиш.

## Населення
Населення за даними перепису 2011 року становило 151 осіб.
Динаміка чисельності населення поселення:

## Клімат
Середня річна температура становить 14,04 °C, середня максимальна – 25,66 °C, а середня мінімальна – 2,36 °C. Середня річна кількість опадів – 862 мм.
| Клімат поселення                              | Клімат поселення | Клімат поселення | Клімат поселення | Клімат поселення | Клімат поселення | Клімат поселення | Клімат поселення | Клімат поселення | Клімат поселення | Клімат поселення | Клімат поселення | Клімат поселення | Клімат поселення |
| Показник                                      | Січ.             | Лют.             | Бер.             | Квіт.            | Трав.            | Черв.            | Лип.             | Серп.            | Вер.             | Жовт.            | Лист.            | Груд.            |                  |
| Середній максимум, °C                         | 10,48            | 9,78             | 11,93            | 15,29            | 20,27            | 24,21            | 25,52            | 25,66            | 21,56            | 17,58            | 13,18            | 10,84            |                  |
| Середня температура, °C                       | 6,78             | 6,07             | 8,23             | 11,58            | 16,55            | 20,50            | 22,93            | 23,07            | 18,96            | 14,99            | 10,57            | 8,26             |                  |
| Середній мінімум, °C                          | 3,05             | 2,36             | 4,50             | 7,86             | 12,84            | 16,78            | 20,35            | 20,47            | 16,39            | 12,39            | 7,98             | 5,66             |                  |
| Норма опадів, мм                              | 78               | 66               | 70               | 71               | 57               | 53               | 36               | 51               | 73               | 97               | 113              | 97               |                  |
| Середньомісячна швидкість вітру, м/с          | 3.54             | 3.84             | 3.84             | 3.49             | 3.07             | 2.79             | 2.79             | 2.68             | 3.07             | 3.24             | 3.98             | 4.02             |                  |
| Середньомісячна сонячна радіація, кДж/м²·день | 5584             | 8342             | 12029            | 16403            | 20236            | 22963            | 24708            | 21663            | 16151            | 10505            | 6044             | 4700             |                  |
| --------------------------------------------- | ---------------- | ---------------- | ---------------- | ---------------- | ---------------- | ---------------- | ---------------- | ---------------- | ---------------- | ---------------- | ---------------- | ---------------- | ---------------- |
| Джерело:                                      |                  |                  |                  |                  |                  |                  |                  |                  |                  |                  |                  |                  |                  |